# Тамар (Австралія)
Тамар або Теймар (англ. Tamar River, палава-кані Kanamaluka) — річка на півночі австралійського острова Тасманія.
Витоки річки Теймар знаходяться у міста Лонсестон, де сходяться русла річок Північний Іск та Південний Іск. Довжина річки становить 70 кілометрів. Її гирло знаходиться поблизу міста Джорджтаун — тут Теймар впадає в Бассову протоку. Свою назву річка отримала по однойменній річці, яка протікає територією графств Девоншир та Корнуолл, поблизу англійського міста Лонсестон.
Власне кажучи, Теймар є не річкою в строгому сенсі, а естуарієм, таким собі проміжком між гирлом річки і відкритим морем. Вода в Теймарі — солона по всій її протяжності і підпорядкована дії припливів. Частина прибережної території річки, з її лагунами і островами, входить в природний резерват Tamar River Conservation Area і охороняється управлінням із захисту навколишнього середовища штату Тасманія.